# (2652) Yabuuti
(2652) Yabuuti (1953 GM) – planetoida z grupy pasa głównego asteroid okrążająca Słońce w ciągu 4,28 lat w średniej odległości 2,64 j.a. Odkryta 7 kwietnia 1953 roku.